# Lubiesz (Tuczno)
Lubiesz (deutsch Lubsdorf, früher Lubsdorff) ist ein Dorf in der Landgemeinde (Gmina) Tuczno (Tütz) im Powiat Wałecki (Deutsch Kroner Kreis) der polnischen Woiwodschaft Westpommern.

## Geographische Lage
Das Kirchdorf liegt im Netzedistrikt im ehemaligen Westpreußen, etwa zwanzig Kilometer westsüdwestlich von Deutsch Krone (Wałcz), 14 Kilometer südsüdöstlich von Märkisch Friedland (Mirosławiec) und drei Kilometer südlich von Marzdorf (Marcinkowice).

## Geschichte
Die Grenzregion des Netzedistrikts, in der das Dorf liegt, hatte ursprünglich zum Herzogtum Pommern gehört, war vorübergehend unter polnische Herrschaft gelangt und dann an die Markgrafen von Brandenburg gekommen. Im Rahmen der Ersten Teilung Polen-Litauens, mit der die Wiedervereinigung Preußens einherging, kam die Region 1772 an Preußen zurück.
Ältere Ortsbezeichnungen sind Llubisdorp sowie lubisdorp (1337) und Lubstorp (17. Jh.), neupolnisch Lubowice. Im Jahr 1337 hatte das Dorf 44 Hufen, davon besaßen
- vier der Pfarrer
- zehn Conrad von Lubsdorf für Kriegsdienste
- elf Rünkow für Kriegsdienste
- sechs der Dorfschulze für Kriegsdienste

Im Jahr 1736 war hier kein Vorwerk. Im Dorf wohnten der Dorfschulze Christian Welde, 13 Dienstbauern, drei Zinsbauern, ein Zinskrüger und ein Schmied. Außerdem wohnte hier noch ein Privilegierter, der vier Gärtner und zwei Kätner hatte. Alle Gebäude befanden sich in einem guten Zustand.
Um 1930 hatte die Gemeinde Lubsdorf eine 8,1 km² große Gemarkungsfläche, und auf dem Gemeindegebiet befanden sich zwei Wohnplätze, auf denen insgesamt 58 bewohnte Wohnhäuser standen:
- Lubsdorf
- Lubshof

Im Jahr 1945 gehörte das Dorf Lubsdorf zum Landkreis Deutsch Krone im Regierungsbezirk Grenzmark Posen-Westpreußen der preußischen Provinz Pommern des Deutschen Reichs. Lubsdorf war dem Amtsbezirk Marzdorf zugeordnet.
Im Februar 1945 wurde Lubsdorf von der Roten Armee besetzt. Nach Beendigung der Kampfhandlungen wurde die Region seitens der sowjetischen Besatzungsmacht zusammen mit ganz Hinterpommern und der südlichen Hälfte Ostpreußens – militärische Sperrgebiete ausgenommen – der Volksrepublik Polen zur Verwaltung überlassen. Es wanderten nun Polen zu. Lubsdorf wurde unter der polnischen Ortsbezeichnung „Lubiesz“ verwaltet. Die einheimische Bevölkerung wurde von der polnischen Administration aus Lubsdorf vertrieben.

### Demographie
| Jahr | Einwohner | Anmerkungen |
| ---- | --------- | --- |
| 1783 | –         | adliges Dorf nebst einer katholischen Kirche, 28 Feuerstellen (Haushaltungen), im Netzedistrikt, Kreis Krone                  |
| 1818 | 183       | adliges Dorf |
| 1852 | 398       | [ 5 ] |
| 1864 | 425       | davon 389 im Dorf (darunter 15 Evangelische und 375 Katholiken) und 36 im Gutsbezirk Lubshof (22 Evangelische, 14 Katholiken) |
| 1910 | 446       | am 1. Dezember, davon sechs Evangelische und 440 Katholiken                                                                   |
| 1925 | 431       | darunter drei Protestanten und 428 Katholiken                                                                                 |
| 1933 | 403       | [ 8 ] |
| 1939 | 384       | [ 8 ] |

## Kirche
Die Protestanten der hier bis 1945 anwesenden Dorfbevölkerung gehörten zur evangelischen Pfarrei Tütz.
Die Dorfkirche der Katholiken in Lubsdorf stammte noch aus dem 14. Jahrhundert.